# Seznam galicijských králů
Seznam galicijských králů zahrnuje chronologicky řazené panovníky Galicijského království, které se rozkládalo na Pyrenejském poloostrově. Království vzniklo roku 910, kdy asturský král Alfons III. Veliký rozdělil své království mezi tři syny – Garcíu I., Ordoña I. a Fruelu II. Fruela II. se stal králem asturským, García I. leónským a Ordoño I. galicijským. Po smrti bratra Garcíi I. roku 914 spojil Ordoño I. Galicijské království s Léonským.
Samostatné Galicijské království pak bylo obnoveno v letech 1060–1071 a po tomto období se natrvalo stalo součástí Království leónského, později Zemí Kastilské koruny a nakonec Španělského království.
Jižní Galicie byla po roce 1095 připojena k Portugalskému hrabství, které se časem stalo královstvím.
Titul galicijského krále používali ještě leónští králové Ferdinand II. a Alfonso IX. (potomci královny Urraky I.)

## Dynastie Pelayo
| Portrét | Jméno               | Narození–úmrtí    | Období vlády od–do | Rodiče                              | Poznámky                      |
| ------- | ------------------- | ----------------- | ------------------ | ----------------------------------- | ----------------------------- |
|         | Ordoño I.           | asi 871–924       | 910–924            | Alfons III. Veliký Jimena Navarrská | od roku 914 také král Leónu   |
|         | Fruela I. Malomocný | asi 875–925       | 924–925            | Alfons III. Veliký Jimena Navarrská | od roku 910 také král Asturie |
|         | Alfons Froilaz      |                   | 925–926            | Fruela I. Malomocný Munia Jimena    | roku 925 také král León       |
|         | Sancho Ordoñez      | asi 895–929       | 926–929            | Ordoño I. Elvíra Menéndez           | titulární král                |
|         | Alfons I. Mnich     | asi 899 – asi 933 | 929–931            | Ordoño I. Elvíra Menéndez           | od roku 925 také král León    |
|         | Ramiro I.           | asi 900–951       | 931–951            | Ordoño I. Elvíra Menéndez           | od roku 931 také král León    |
|         | Ordoño II.          | asi 926–956       | 951–956            | Ramiro I. Adosinda Gutiérrez        | od roku 951 také král León    |
|         | Sancho I.           | 935–966           | 956–958            | Ramiro I. Urraca Navarrská          | od roku 956 také král Leónu   |
|         | Ordoño III. Zlý     | 926–962           | 958–960            | Alfons I. Mnich Oneca Navarrská     | od roku 958 také král León    |
|         | Sancho I.           | 935–966           | 960–966            | Ramiro I. Urraca Navarrská          | od roku 956 také král Leónu   |
|         | Ramiro II. Flavio   | 961 – asi 985     | 966–982            | Sancho I. Tereza Fernández          | od roku 966 také král Leónu   |
|         | Bermudo I.          | asi 953–999       | 982–999            | Ordoño III. Leónský                 | od roku 984 rovněž král Leónu |

## Navarrská dynastie
| Portrét | Jméno                  | Narození–úmrtí  | Období vlády od–do | Rodiče                                | Poznámky                                                                                  |
| ------- | ---------------------- | --------------- | ------------------ | ------------------------------------- | ----------------------------------------------------------------------------------------- |
|         | Alfons II.             | 994–1028        | 999–1028           | Bermudo I. Elvíra Kastilská           | od roku 999 také král leónský                                                             |
|         | Bermudo II.            | asi 1015–1037   | 1028–1037          | Alfons II. Elvíra Gonzalez            | od roku 1027 také král leónský                                                            |
|         | Ferdinand I. Kastilský | †1065 1020–1067 | 1037–1065          | Sancho III. Navarrský Munia Kastilská | od roku 1035 král kastilský a, po sňatku s královnou Sanchou I. v roce 1037, král leónský |
|         | García I.              | 1042–1090       | 1065–1072          | Ferdinand I. Veliký Sancha I.         | od roku 1071 také král portugalský                                                        |
|         | Alfons III.            | před 1040–1109  | 1072–1093          | Ferdinand I. Veliký Sancha I.         | od roku 1072 také král leónský a kastilský                                                |
|         | Raimund Burgundský     | 1059–1107       | 1093–1107          | Vilém I. Burgundský Štěpánka          | místodržitel a manžel Urraky I.                                                           |
|         | Urraca I.              | 1081–1126       | 1107–1111          | Alfons II. Konstancie Burgundská      | od roku 1109 také královna Kastilie a Leónu                                               |

## Burgundská dynastie
| Portrét | Jméno      | Narození–úmrtí | Období vlády od–do | Rodiče                                   | Poznámky                                                |
| ------- | ---------- | -------------- | ------------------ | ---------------------------------------- | ------------------------------------------------------- |
|         | Alfons IV. | 1105–1157      | 1111–1157          | Alfonso I. Aragonský Urraca I. Kastilská | od roku 1126 také leónský a od roku 1127 kastilský král |